# O válce
O válce, v originále Vom Kriege, je kniha o válce a vojenské strategii, kterou napsal pruský generál Carl von Clausewitz. Byla napsána převážně po napoleonských válkách mezi lety 1816 a 1830. Přesto že knihu nikdy nedokončil, vydala ji po jeho smrti jeho manželka v roce 1832. Kniha byla přeložena do řady světových jazyků a je považována za jedno největších děl v oblasti vojenské strategie.
Jedním z nejdůležitějších pojmů, které se objevují v knize, je pojem „Frikce“ (Friction of war). Frikce v podstatě označuje náhodné a nepředpokládané události, které ztěžují vojsku jeho práci. Vzniká s problémy spojenými převáděním rozkazů od vedení do konkrétních akcí.
Jde o nedokončené dílo a o jeho posmrtné vydání se zasloužila po autorově smrti jeho manželka Marie von Brühl.